# Lemiox rimosus
Lemiox rimosus är en musselart som först beskrevs av Rafinesque 1831.  Lemiox rimosus ingår i släktet Lemiox och familjen målarmusslor. IUCN kategoriserar arten globalt som akut hotad. Inga underarter finns listade i Catalogue of Life.